# Good Life (canção de OneRepublic)
"Good Life" é o quarto single lançado a partir do segundo álbum de estúdio da banda estadunidense OneRepublic, Waking Up. Originalmente, Good Life era para ser lançado como o terceiro single, mas devido a "Marchin On" ser indicado para a FIFA, teve de ser adiado a ser o quarto single. O Google usou a canção em 2010 em um vídeo review, introduzindo a banda para milhares de novos fãs. A música também é destaque de publicidade no filme Eat Pray Love, e no filme Easy A.
Em 26 de maio de 2011, após a apresentação da banda no Billboard Music Awards 2011, a banda divulgou na internet um remix da canção, que conta com a participação do rapper B.o.B.

## Videoclipe
O vídeo da música "Good Life" foi lançado em 14 de fevereiro de 2011. O vídeo mostra a banda tocando a música em um campo, tiro através de uma lente vintage. Ela mostra muitos símbolos diferentes e é um pouco diferente de seus vídeos anteriores. O vídeo original foi filmado em um vale montanhoso localizado em West Hills, California.
Em dezembro de 2011, segundo um vídeo da música, totalmente filmado no The Magic Kingdom , na Disney foi lançado. Ele apresenta a banda tocando no Castelo da Cinderela , bem como andar sobre as atrações diversas.

## Promoção
Inicialmente lançado como single em novembro de 2010, a popularidade da canção aumentou após a sua utilização em várias mídias. Google usou a canção em sua 2010 "In Review". A canção é destaque nos trailers para os filmes Eat Pray Love e One Day, o filme Easy A,e na série de televisão Cougar Town , Gossip Girl, One Tree Hill, Rookie Blue e 90210.  A canção foi apresentada durante as últimas cenas do 90210 no episódio Projeto Runaway, quando Teddy (Trevor Donovan) deixa LA.

## Apresentações Ao Vivo
Em abril de 2011 a banda se apresentou no programa americano Dancing with the Stars, enquanto se apresentavam dois dançarinos executavam uma coreografia, na mesma noite a banda também apresentou All the Right Moves. No The Voice, apenas Tedder se apresentou, porém teve a participação de Beverly Mcclelan. No Billboard Music Awards, em maio a banda também executou a canção, após o término a banda sai do palco ficando apenas Tedder, pois ele também faz uma performance de Rocketeer com o grupo Far East Movement. Em agosto eles apresentaram a canção no Teen Choice Awards, onde Tedder sai do meio da platéia tocando seu violão. A banda também tocou no programa de TV norte-americano Ellen Show, onde a performance foi considerada ótima. No American Music Awards que aconteceu em novembro além da banda performar com Good Life eles receberam uma indicação a Melhor Banda ou Grupo.

## Recepção da Critica
| Críticas profissionais | Críticas profissionais |
| Avaliações da crítica  | Avaliações da crítica  |
| Fonte                  | Avaliação              |
| ---------------------- | ---------------------- |
| About.com              | 5 de 5 estrelas.       |

Bill Lamb do About.com deu critica positiva a canção, dizendo, "Good Life não só tem uma letra que qualquer pessoa pode relacionar-se, ela também tem um parto musical único que permite que a música se destaque nas rádios cheias de canções parecidas. O compositor e produtor Ryan Tedder tem um talento especial para puxar os elementos musicais que não são normalmente encontrados em uma canção pop mainstream, e ele utiliza esse dom por camadas em tambores que dão a uma canção de marcha sentir combinado com um assobio assustador. Adicionar no híbrido Tedder canta sobre os versos, e você tem um disco que soa como nada mais no mundo pop no momento. É esta singularidade que ajuda as canções do OneRepublic durar meses em rádios pop, em vez de semanas, permanecendo na mente dos ouvintes muito mais tempo do que seria de esperar".

## Lista de faixas
Official single download
1. "Good Life" - 4:13
2. "Good Life" (remix featuring B.o.B) - 3:50

## Desempenho Comercial
| Parada (2011)                              | Melhor Posição |
| ------------------------------------------ | -------------- |
| Alemanha - (Media Airplay Chart)           | 1              |
| Alemanha - (Media Control AG)              | 18             |
| Áustria - (Ö3 Austria Top 75)              | 9              |
| Canadá - (Canadian Hot 100)                | 5              |
| Canadá - (Canadian Digital Singles)        | 2              |
| Croácia (Croatia Singles Chart)            | 8              |
| Dinamarca - (Tracklisten)                  | 19             |
| Estados Unidos - (Adult Contemporary)      | 2              |
| Estados Unidos - (Adult Pop Songs)         | 1              |
| Estados Unidos - (Billboard AOL Radio)     | 1              |
| Estados Unidos - (Billboard Digital Songs) | 6              |
| Estados Unidos - (Latin Pop Songs)         | 17             |
| Estados Unidos - (Latin Songs)             | 48             |
| Estados Unidos - (Billboard Hot 100)       | 8              |
| Estados Unidos - (Billboard Pop Songs)     | 6              |
| Estados Unidos - (Billboard Radio Songs)   | 8              |
| Irlanda - (Irish Singles Charts)           | 41             |
| Itália - (FIMI)                            | 52             |
| Luxemburgo (Luxembourg Singles Charts)     | 8              |
| Mundo - (United World Chart)               | 19             |
| Países Baixos - (Mega Single Top 100)      | 25             |
| Nova Zelândia - (RIANZ Top 40)             | 22             |
| Portugal - (Portugal Top 50)               | 19             |
| Suíça - (Media Control AG)                 | 14             |
| Suécia - (Swedish Music Charts             | 41             |

| Chart (2011)                               | Posição |
| ------------------------------------------ | ------- |
| Áustria - Austrian Singles Chart           | 71      |
| Canadá - Canadian Hot 100                  | 36      |
| Estados Unidos - Billboard Adult Pop Songs | 2       |
| Estados Unidos - Billboard Hot 100         | 25      |

| País           | Associação | Certificação | Vendas     |
| -------------- | ---------- | ------------ | ---------- |
| Estados Unidos | RIAA       | 3× Platina   | 3.000.000+ |
| Nova Zelândia  | RIANZ      | Ouro         | 7.500+     |

## Histórico de lançamento
| País           | Data              | Formato |
| -------------- | ----------------- | ------- |
| Estados Unidos | 3 de Maio de 2011 | Airplay |